# دیوید زیپل
دیوید جوئل زیپل (به انگلیسی: David Joel Zippel، زادهٔ ۱۷ مهٔ ۱۹۵۴) ترانه‌سرای تئاتر موزیکال، کارگردان و تهیه‌کنندهٔ آمریکایی است.